# كهوف بانويل
كهوف بانويل عبارة عن موقع جيولوجي وبيولوجي تبلغ مساحته 1.7 هكتار وهي ذات أهمية علمية، وتقع بالقرب من قرية بانويل، شمال سومرست، إنجلترا تم إخطارها في عام 1963.